# Euphorbia schizacantha
Euphorbia schizacantha är en törelväxtart som beskrevs av Ferdinand Albin Pax. Euphorbia schizacantha ingår i släktet törlar, och familjen törelväxter. Inga underarter finns listade i Catalogue of Life.